# 京都大学大学院公共政策連携研究部・公共政策教育部
京都大学大学院公共政策連携研究部・公共政策教育部（きょうとだいがくだいがくいんこうきょうせいさくれんけいけんきゅうぶ・こうきょうせいさくきょういくぶ、英称：School of Government）は、京都大学大学院に設置されている研究科以外の教育研究上の基本組織（公共政策大学院）の一つである。
教員が所属する研究組織である「公共政策連携研究部」と、大学院生が所属する「公共政策教育部」からなる組織である。両者を合わせて京都大学公共政策大学院（きょうとだいがくこうきょうせいさくだいがくいん）と呼ばれる。
現在の部長は曽我謙悟。

## 概要
法学研究科と経済学研究科の全面的支援の下に、2006年4月に設置された。
法学研究科、経済学研究科、実務経験のある教員など多様なバックボーンを持つ専任教員を擁する。
学生は一学年40名程度であり、少人数である。学内では、英語によるディスカッション、外部への政策提言を目的とした活動等、学生による多様な自主ゼミが行われている。
公共政策教育部の入学試験には、通常の「一般選抜」、公共政策分野に携わってきた職業人を対象とした「職業人選抜」、外国人を対象とした「外国人特別選抜」がある。
なお、2021年（令和3年）度より、試験科目の構成が変更となることが予告されている。

## 組織

### 公共政策連携研究部
法学研究科・経済学研究科から移籍した教員で構成される公共政策第一講座と、実務経験を有する教員から構成される公共政策第二講座とからなる。これに特別教授を加えた全教員により教授会が構成される。

### 公共政策教育部
クラスター制履修モデルに編成され、カリキュラムが構成されている。
- 公共政策専攻（専門職学位課程）
  - 政策分析・評価クラスター
  - 行政組織間交渉クラスター
  - 地球共生クラスター

### 教員
- 鈴木基史（国際政治経済学）
- 唐渡晃弘（ヨーロッパ政治史）
- 島田幸典（比較政治学）
- 仲野武志（行政法）
- 前田雅弘（商法）
- 曽我謙悟（行政学）

### 過去の所属教員
他研究科移籍後も本大学院で講義を受け持っている場合が多い。
- 森川輝一
- 待鳥聡史
- 秋月謙吾
- 土井真一
- 伊藤之雄
- 翁邦雄
- 白川方明
- 位田隆一
- 田尾雅夫
- 諸富徹
- 小西敦
- 北村雅史
- 今久保幸生
- 唐渡晃弘
- 山本豊
- 久本憲夫
- 塩地洋
- 佐久間毅

### 歴代研究部・教育部長
| 代     | 氏名     | 在任時期              | 専門分野   |
| ------ | -------- | --------------------- | ---------- |
| 初代   | 小野紀明 | 2006年4月 - 2008年3月 | 政治思想史 |
| 第2代  | 大石眞   | 2008年4月 - 2010年3月 | 憲法       |
| 第3代  | 真渕勝   | 2010年4月 - 2012年3月 | 行政学     |
| 第4代  | 岡田知弘 | 2012年4月 - 2014年3月 | 地域経済学 |
| 第5代  | 新川敏光 | 2014年4月 - 2016年3月 | 政治過程論 |
| 第6代  | 中西寛   | 2016年4月 - 2018年3月 | 国際政治学 |
| 第7代  | 岩本武和 | 2018年4月 - 2020年3月 | 国際経済学 |
| 第8代  | 建林正彦 | 2020年4月 - 2022年3月 | 行政学     |
| 第9代  | 待鳥聡史 | 2022年4月 - 2024年3月 | 比較政治学 |
| 第10代 | 曽我謙悟 | 2024年4月 - 現職      | 行政学     |

### 施設
キャンパスについて→京都大学吉田キャンパス#本部構内を参照

### 同窓会
京都大学公共政策大学院の同窓会として「鴻鵠会（こうこくかい）」がある。